# Anton Švajger
Anton Švajger, hrvaški medicinec, biolog, pedagog in akademik, * 6. junij 1935, Daruvar, † 16. december 2003.
Švajger je bil predavatelj za razvojno biologijo sesalcev na Medicinski fakulteti v Zagrebu in član Hrvaške akademije znanosti in umetnosti, bivše Jugoslovanske akademije znanosti in umetnosti in Akademije za medicinske znanosti Hrvaške.